# Parhalixodes travei
Parhalixodes travei is een mijtensoort uit de familie van de Halacaridae. De wetenschappelijke naam van de soort is voor het eerst geldig gepubliceerd in 1960 door Laubier.